# 亚历山德拉·卡彭特
亚历山德拉·卡彭特（英語：Alexandra Carpenter，1994年4月13日—），美国女子冰球运动员。她曾代表美国国家队参加2014年和2022年冬季奥林匹克运动会冰球比赛，获得二枚银牌。